# Dart (llenguatge de programació)
Dart, en ciències de la computació, és un llenguatge de programació de propòsit general originàriament desenvolupat per Google i després aprovat com a estàndard per l'Ecma (ECMA-408). Dart s'empra per a construir aplicacions per a mòbils, servidors, webs i també per a la internet de les coses (IoT). Dart és de codi obert i està sot la llicència BSD.

## Història[calcitació]
Al 2010, Lars Bak i Kasper Lund, dos informàtics de Google que treballaven amb el motor JavaScript V8, van intentar crear un nou llenguatge de programació per la web, anomenat Spot, destinat a crear aplicacions web a gran escala, creient que JavaScript no era adequat per a aquest tipus de projectes. Partint d'aquesta proposició van crear el projecte Dash, que es va convertir en Dart.
El 12 d'octubre de 2011, Lars Bak i el seu col·laborador Gilad Bracha van donar a conèixer Dart al públic a la conferència GOTO d'Aarhus (Dinamarca). Dart es presentava com una alternativa a JavaScript en termes de programació web, i també estava previst que el navegador Google Chrome el registrés per poder interpretar aquest llenguatge de forma nativa.
El 14 de novembre de 2013 va veure la llum la versió 1.0 del kit de desenvolupament Dart.
El juny de 2014, Dart es va convertir en l'eina estàndard d'Ecma, l'organització que va estandarditzar també ECMAScript, la base de JavaScript.
A principis del 2015, els desenvolupadors van anunciar que s'havia abandonat la idea d'integrar Dart a Chrome i que ara volien centrar els seus esforços en compilar-lo amb JavaScript, cosa que suggerí una desviació de l'objectiu original.

## Arquitectura
- Dart és orientat a objectes, definida per classes, heretatge simple.
- Sintaxi similar al llenguatge C que pot compilar a llenguatge JavaScript.
- Suporta interfícies, mixins, classes abstractes, reifies generics i tipat opcional.

## Editors
DartEditor és el primer editor llançat per Google (novembre de 2011) per escriure aplicacions Dart. És un editor lleuger de codi obert que inclou totes les eines necessàries per desenvolupar, analitzar i depurar les aplicacions. Permet crear i editar els fitxers i gestionar els directoris dels projectes i suporta ressaltat de sintaxi i auto-completat de codi.
A més és possible navegar i buscar qualsevol element que necessitis de l'API de Dart, així com establir punts de control i depurar (fer debug).
Dos anys després (novembre de 2013) l'equip de desenvolupadors anuncia que està treballant en Spark, un nou IDE basat en el navegador (és una Chrome app) per construir Chrome apps. Ha estat desenvolupat amb Dart i utilitza el framework Polymer.

## Exemples
- Visualitzar Hola món :

```
main
()
 
{

 
print
(
'Hello World!'
);

}

```

- Funció per a calcular la successió de Fibonacci :

```
int
 
fib
(
int
 
n
)
 
=>
 
(
n
 
>
 
2
)
 
?
 
(
fib
(
n
 
-
 
1
)
 
+
 
fib
(
n
 
-
 
2
))
 
:
 
1
;

void
 
main
()
 
{

 
print
(
'fib(20) = 
${
fib
(
20
)
}
'
);

}

```